# 元陽県
元陽県（げんよう-けん）は中華人民共和国雲南省紅河ハニ族イ族自治州に位置する県。

## 行政区画
下部に2鎮、12郷を管轄する。
- 鎮
  - 南沙鎮、新街鎮
- 郷
  - 牛角寨郷、沙拉托郷、嘎娘郷、上新城郷、小新街郷、逢春嶺郷、大坪郷、攀枝花郷、黄茅嶺郷、黄草嶺郷、俄扎郷、馬街郷